# Palazzo della Cavallerizza a Chiaia
Le Palazzo della Cavallerizza de Chiaia est un édifice monumental situé à Naples, entre la Piazza Amendola et le Largo Ferrandina, dans le quartier de Chiaia. 

## Histoire et description
Il a été construit au XVIIIe siècle dans le style baroque de la villa Garcia de Tolède, mais le complexe a été presque complètement démoli dans les années 1930 pour laisser la place à deux écoles. 
Le bâtiment est caractérisé par deux élévations: la principale, sur la Piazza Amendola, est très simple et ponctuée verticalement par des murs saillants; l'autre façade, sur le Largo Ferrandina, fait face au Palais Caracciolo di Torella du XVIIIe siècle et est caractérisée par deux corps latéraux en saillie, qui encadrent un corps en retrait avec un exèdre soutenu par des colonnes. 
La façade se dresse sur deux étages - plus une mezzanine. Au-dessus de l'exèdre se trouve une terrasse sur le toit avec un petit pignon. 